# Фторид золота(V)
Фтори́д зо́лота(V) (пентафтори́д золота) — красно-коричневое кристаллическое вещество, химическая формула {\displaystyle {\ce {AuF5}}}. Может рассматриваться как неорганическое соединение золота и фтора или как золотая соль плавиковой кислоты.
Растворим в пентафториде брома и фтороводороде.

## Получение
Получают действием на золото или на трифторид золота сильнейших окислителей: дифторида криптона и фторидов ксенона с последующим термическим разложением образующихся гексафторауратов(V) (диоксигенила, нитрозила, гексафториода, пентафторксенона, ундекафтордиксенона, фторкриптона, трифтордикриптона):
{\displaystyle {\ce {2 Au + 5 KrF2 -> 2 AuF5 + 5 Kr}}}.

## Химические свойства
Сильный окислитель и фторирующий агент. Взрывается при контакте с водой, спиртом и эфиром. Воспламеняет органические соединения.
С раствором {\displaystyle {\ce {XeF2}}} в жидком {\displaystyle {\ce {HF}}} при температуре ниже комнатной температуры образует жёлто-оранжевые кристаллы гексафтораурата(V) трифтордиксенона {\displaystyle {\ce {(Xe2F3)[AuF6]}}}.